# И.П. Хлебников (ювелирная фирма)
И.П. Хлебников — ювелирная компания, основанная в 1871 году в Москве, получившая известность благодаря изготовлению ювелирных изделий из золота, серебра и драгоценных камней. Обладатель различных наград международных и российских выставок. Поставщик Двора Его Императорского Величества. Поставщик Двора королей Нидерландов, Сербии, Черногории и Дании.

## История

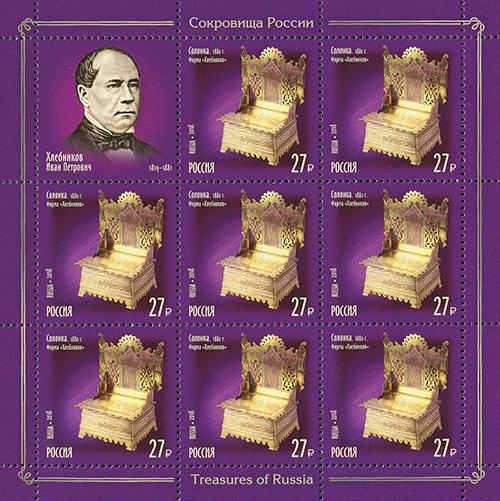
Лист «Солонка. 1880 г. Фирма «Хлебников». Иван Петрович Хлебников (1819—1881)».

До 1867 году купец 1 гильдии Иван Петрович Хлебников работал в сфере ювелирного искусства в Санкт-Петербурге.
К 1869 году Хлебников имел в Москве два магазина — на Серебряной линии Верхних торговых рядов и на Ильинке. Продавал бриллианты, золотые и серебряные вещи.
В 1871 году Иван Петрович Хлебников основал в Яузской части ювелирное производство, специализирующееся на создании золотых, серебряных и бриллиантовых изделий. Имея более чем 40-летний опыт производства ювелирных изделий, Хлебников с первых дней создания фирмы начал создавать сложные в исполнении предметы, уже в 1872 году став поставщиком двора Великого Князя Константина Николаевича. В деле активно участвовали сыновья Ивана Хлебникова: Михаил, Николай и Алексей. Еще один сын, Владимир, вошел в дело в 1878 году.
В 1871 году на фабрике Хлебникова работало более 100 сотрудников, за первый год существования было произведено изделий на 56 тысяч рублей.
С 1873 года стал поставщиком предметов гардероба Великой Княжны Марии Александровны.
В 1877 году последовало разрешение именоваться Поставщиком Двора великого князя Владимира Александровича.
В 1879 году в Санкт-Петербурге на Невском проспекте около Казанского собора был открыт магазин фирмы.
Продукция Хлебникова была представлена в фирменном магазине на Нижегородской ярмарке.
В 1879 году фирма была удостоена звания Поставщика Двора Его Императорского Величества.
В 1880 году фирма получила разрешение на расширение. Было модернизировано производство, открыта школа на 35 учеников.
В 1881 году Иван Петрович Хлебников скончался. Дело продолжили его сыновья.
В 1887 году фирма Хлебникова приобрела все активы другого Поставщика Двора — Сазикова: московский и петербургский магазины и фабрику. Для завода были приобретены паровой котел и паровые машины.
В 1888 году Михаил, Алексей и Николай Хлебниковы, и также купец 1 гильдии В. Н. Суворин учредили «Товарищество производства серебряных, золотых и ювелирных изделий И. П. Хлебникова сыновья и К». За первый год существования товарищества была получена прибыль в 38288 рублей.
В 1897 годы было произведено изделий на 172 372 рубля.
В июне 1917 года фабрика была закрыта, а паи были переданы Московскому уездному земству.
После национализации на базе фабрики Хлебникова начал функционировать платиновый завод. Он изготавливал продукцию для лабораторий, электрохимической и химической отраслей промышленности. Продолжалось производство столовых приборов, на которые ставилось клеймо «Платин-прибор».

## Стиль, техники и ассортимент
Визитной карточкой фирмы Хлебникова стал набиравший популярность в конце XIX века русский стиль. Серебряные изделия воссоздавали фактуру льна, ткани. Активно использовалась эмаль. Однако встречаются изделия, выполненные в стилях необарокко, неоклассицизм, модерн. Помимо столовой посуды, Хлебников выпускал письменные приборы, самовары, ювелирные украшения, церковную утварь, образа, лампады, зеркала, туалетные вещи, чайные и кофейные наборы. Широко был представлен подарочный сегмент: кабинетные и каминные часы, рамки для фотографий и портретов, чарки, стопы. Под заказ изготавливались переплеты для дорогих книг. Помимо этого, выпускались детские кастрюльки и погремушки из серебра.
Хлебниковы платили рисовальщикам от 6 до 10 тысяч рублей в год, чтобы иметь предметы, выгодно отличающиеся от основных конкурентов. Для разработки эскизов привлекались академик живописи Н. Набоков, художник П. Балашов, архитекторы Гартман и Ропет.

## Известные работы
Уже в 1873 году на выставке в Вене Хлебников предоставил жюри кружку с изображением князя Дмитрия Донского и братину, имитирующую стиль периода правления царя Алексея Михайловича. Фирма Хлебникова изготовила много церковной утвари для храма Христа Спасителя в Москве: дарохранительницы, более 50 лампад, кувшины. За эти работы фирма получила 19 тысяч рублей.
В 1896 году был изготовлен шестиярусный оклад иконостаса Благовещенского собора Московского Кремля. Он был выполнен из золоченой бронзы и декорирован разноцветной эмалью.
В 1898 году были изготовлены пристенные иконостасы северной и южной стен Успенского собора Московского Кремля. В 1913 году для Успенского собора были изготовлены большие напольные подсвечники.
В 1910 году фирма Хлебникова изготовила для Марфо-Мариинской обители напрестольный крест. Он был выполнен из серебра, покрыт золочением и украшен рубинами, изумрудами, жемчугом и сапфирами.
Фирма Хлебникова произвела много декоративных блюд, выпускавшихся по поводу важных государственных событий. Одно из таких блюд, изготовленное по случаю коронации Николая II, хранится в Оружейной палате Кремля. 

## Награды фирмы
- Две медали на Всемирной Выставке в Вене в 1873 году[3].
- Золотая медаль на Всемирной Выставке в Париже в 1889 году.
- Медаль на Всемирной выставке в Вене в 1878 году.
- Медаль на Всемирной Выставке в Чикаго в 1893 году
- Медаль на выставке в Филадельфии
- Медаль на Всемирной выставке в Амстердаме.

Сам Иван Петрович Хлебников получил следующие награды: бронзовую медаль на Аннинской ленте, золотые медали: две — на Станиславской ленте и по одной — на Аннинской, Владимирской и Александровской лентах.